# エーリク5世 (デンマーク王)
エーリク5世（デンマーク語：Erik 5., 1249年 - 1286年11月22日）は、デンマーク王（在位：1259年 - 1286年）。父クリストファ1世の死後、1266年まで母マルグレーテ・サンビリアがエーリク5世の名のもと有能な摂政としてデンマークを支配した。1261年から1262年まで、敗戦後にエーリク5世はホルシュタインに捕らわれの身となった。その後、ブランデンブルクで当初ブランデンブルク辺境伯ヨハン1世（1213年ごろ - 1266年）に捕らえらていた。切詰王（Erik KlippingまたはErik Glipping）とよばれる。

## あだ名について
あだ名の"Klipping"または"Glipping"は、通貨切り下げを示すために「切り捨てられた」（klippet）中世の硬貨のことを指している。このあだ名は、エーリク5世に信用がなかったことに対しつけられた。エーリク5世は国民と国を「切り詰めた」という。

## 生涯

### 母后による摂政政治
父クリストファ1世が死去した時、エーリク5世は自身で統治を行うには若年であったため、デンマーク議会は母マルグレーテ・サンビリアを摂政に任じた。マルグレーテはトチェフ公サンボル2世とメヒティルド・フォン・メクレンブルクの娘で、賢明な女性であった。すぐにマルグレーテは息子を王位に就かせるため、ルンド大司教ヤコブ・アーランセン（1220年ごろ - 1274年）とシュレースヴィヒ公エーリク1世の2人の強力な敵と戦わなければならなかった。ルンド大司教アーランセンはエーリクを王として聖別した司教を破門した。シュレースヴィヒ公エーリク1世はクリストファ1世の甥で、クリストファ1世としばしば対立していた。
この状況を利用して、リューゲン公ヤロマール2世（1218年ごろ - 1260年）はヴェンド人の軍を召集し、シェラン島に侵攻した。母后マルグレーテは軍を立ち上げたが、リングステズ近郊で1259年に完全に敗北した。ヤロマール2世は同年のうちにコペンハーゲンを攻撃し略奪した。ヤロマールは遠征を継続するため軍をスコーネに送った。不運なことに、ヤロマールは農民の妻の報復に遭遇し、その農民の妻はヤロマールを殺害した。また、ヴェンド人はリューゲンに逃亡した。
シュレースヴィヒ公エーリク1世はヴェンド人による侵入は母后の勢力の弱さを示していると確信し、反乱を起こした。母后は軍を編成し、エーリク1世をとどめるためにユトランドへの遠征を余儀なくされた。母后はエーリク1世に勝利し、エーリク1世は母后と休戦を交渉している一方で、攻撃の支援を受けるため北ドイツで同盟国を集めた。連合軍は1261年にシュレースヴィヒ＝ホルシュタインのダーネヴィアケの南にあるローエデの戦いで母后マルグレーテを破った。母后とその息子エーリク5世は捕らえられ、解放されるために南ユトランドの王領を割譲することを余儀なくされた。
1260年、マルグレーテは恩を売るためアーランセン大司教を牢から釈放したが、大司教はマルグレーテとエーリク5世を王位から追い出すため、デンマーク全土に秘蹟執行禁止命令を出した。1263年、デンマーク摂政であった母后は、教皇ウルバヌス4世に手紙を書き、アーランセン大司教との間を仲裁するよう頼んだ。数年間はぐらかされた後、教皇は母后が望んでいたいくつかの条項に同意した。教皇は、女性がデンマーク王位を継承できるよう、王位継承の条件を変更する特免状を発行した。これによりエーリク5世が嗣子なく死去した場合、エーリク5世の姉妹の1人が女王になることが可能となった。ウルバヌス4世はこの同意を与えたものの、このことが実際に取り上げられることはなかった。エーリク5世の息子エーリク6世がデンマーク王位を継承したためである。

### 親政
エーリク5世は成年となった後、教会と貴族に対して権力を行使しようとした。1270年代に、エーリク5世はスモーランドを攻撃した。教皇の助けを借りて、教会とエーリク5世の対立は円満に解決した。1282年までに、エーリク5世はデンマーク全土の貴族を激怒させたため、王の権限を制限し、貴族の権力を維持するため古くからの権利と慣習を保証する憲章（デンマーク語：håndfæstning - デンマークの大憲章の一つ）を受け入れることを余儀なくされた。エーリク5世は、現存するデンマーク初の憲法と考えられている特許状にニュボルグ城で署名した。しかし、エーリク5世の死後、次王はこの憲章に縛られることはなかったため、1282年の特許状で示された権利と保証はその効力を失うこととなった。

## 謎の死

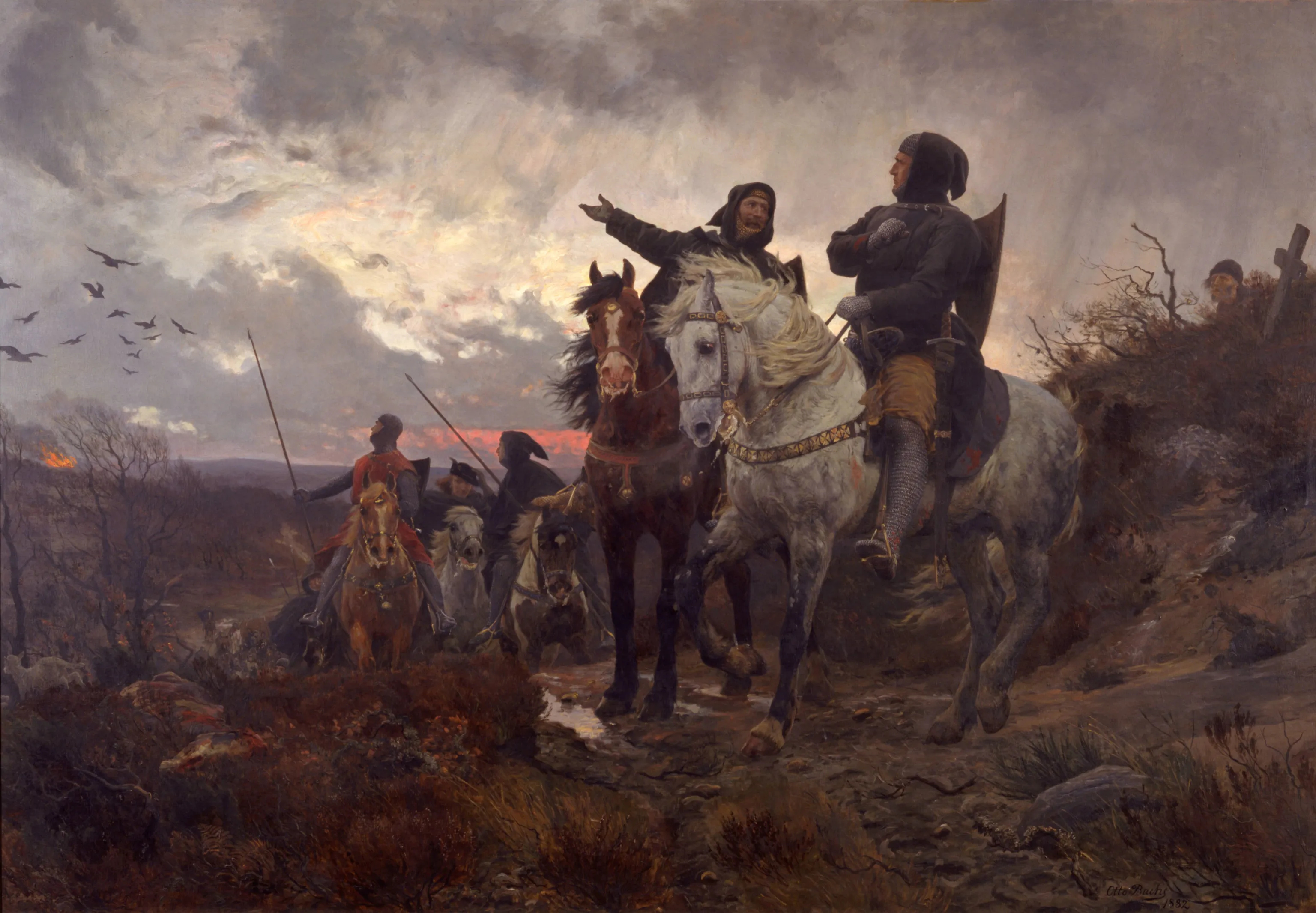
エーリク5世暗殺の後、フィネロプから馬に乗り去る共謀者たち（オットー・バッケ画、1882年）

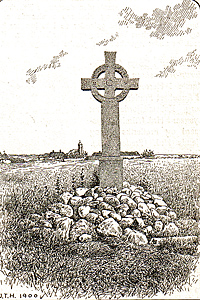
フィネロプにある十字架の記念碑

伝説によると、一部の貴族は個人的な侮辱や自分たちが好まなかった政策を実施したことに対する復讐として、エーリク5世を殺害するという誓いを立てた。主な共謀者は元帥（デンマーク語: marsk）スティー・アナスン・ヴィーゼとハッランド伯ヤコブ・ニールセンであった。彼らは王の連れの一人であるラーネ・ヨンセン（1254年 - 1294年）に金を払い、エーリク5世の動きについて王の殺害を誓う首謀者らに継続的に知らせるようにした。
1286年11月、ユトランド中部のヴィボーでエーリク5世は発見された。ラーネ・ヨンセンが率いる田舎での長い一日の狩りの後、王と数人の付き添いはヴィボーの王の農場に戻る道を見失った。1286年11月22日の夜、ラーネはフィネロプ（Finderup Lade）の村にある教会の納屋に避難することを提案した。フランシスコ会の修道士に扮した暗殺者たちは、王の所在を知らされており、全員が夜に落ち着くのを待った。エーリク5世が眠りにつくと、暗殺者たちは隠れ場所から駆け出し、エーリク5世を刺し、切りつけて殺害した。伝承によると、彼は56か所の刺し傷を負ったという。
裁判所は即座に、国内で最も勢力をもつ貴族であるスティー・アナスン・ヴィーゼとハッランド伯ヤコブを糾弾し、この2人と他の7人を追放した。王を殺害したとして告発されたのは1人だけで、他の人は関与したとして告発された。ヴィーゼらが実際に暗殺に関わったかは不明である。スティー・ヴィーゼは国外に逃亡し海賊となった。実際、エーリク5世が排除されるのを望む動機を持っていたのは、スティー・ヴィーゼだけではなかった。1283年にエーリク5世がシュレースヴィヒ公として認めざるを得なかったヴァルデマー4世や、アーランセン大司教が任命した多くの司教らは、エーリク5世の敵であり続けた。これらの追放された貴族は、ノルウェー王ホーコン5世の支援を受けてデンマークの田園地帯を20年間にわたり襲撃した。

## 子女
エーリク5世は1273年11月11日にシュレースヴィヒにおいてアグネス・フォン・ブランデンブルク（1257年頃 - 1304年）と結婚した。アグネスはブランデンブルク辺境伯ヨハン1世とブリギッテ・フォン・ザクセンの娘であった。この結婚はおそらく、1262年から1264年までエーリク5世がブランデンブルクでアグネスの父に捕らえられていた間に合意されたとみられる。伝承によると、王は持参金なしでアグネスと結婚するという約束により、捕われの身から解放されたという。
2人の間には以下の子女が生まれた。
- リキサ（1272年頃 - 1308年） - メクレンブルク＝ヴェルレ侯ニコラウス2世と結婚
- エーリク6世（1274年 - 1319年） - デンマーク王
- クリストファ2世（1276年 - 1332年） - デンマーク王
- マルタ（1278年 - 1341年） - スウェーデン王ビルイェルと結婚
- ヴァルデマー（1304年没）
- エリサベト（1280年 - 1283年）
- カタリーナ（1281年頃 - 1283年） - 早世